# Бродецкое (Черкасская область)
Броде́цкое (укр. Бродецьке) — село в Катеринопольском районе Черкасской области Украины.
Население по переписи 2001 года составляло 519 человек. Почтовый индекс — 20521. Телефонный код — 4742.

## Местный совет
20521, Черкасская обл., Катеринопольский р-н, c. Бродецкое, ул. Ватутина, 18